# Psychoda aitkeni
Psychoda aitkeni és una espècie d'insecte dípter pertanyent a la família dels psicòdids que es troba a Nicaragua, Colòmbia, l'illa de Trinitat i la Zona del Canal de Panamà.